# Martin-Christian Schmidt
Martin-Christian Schmidt (* 27. Oktober 1946 in Leipzig; † 30. April 2000 in Frankfurt (Oder)) war ein deutscher Cembalobauer und Musikinstrumenten-Restaurator. In seinem instrumentenkundlichen Forschen widmete er sich ebenso wie im Nachbauen historischer Instrumente vornehmlich dem deutschen Cembalo des 18. Jahrhunderts.

## Biografie
Martin-Christian Schmidt wurde 1946 als Sohn des Kirchenmusikers Erich Schmidt und Annemarie Schmidt geb. Becker in Leipzig geboren. Ab 1950 wuchs er in der Meißner Dompropstei am Domplatz 7 auf, wo sich der Wohn- und Amtssitz seines Vaters als Meißner Domkantor befand. Seine Berufslehre als Cembalobauer machte er bei der damaligen Eisenberger Firma Ammer. Anschließend spezialisierte er sich auf die Restaurierung historischer Tasteninstrumente und wirkte von 1968 bis 1971 als Musikinstrumenten-Restaurator am Museum für Musikinstrumente der Universität Leipzig. In gleicher Funktion war er von 1972 bis 1988 am Kunstgewerbemuseum Berlin in Schloss Köpenick tätig.

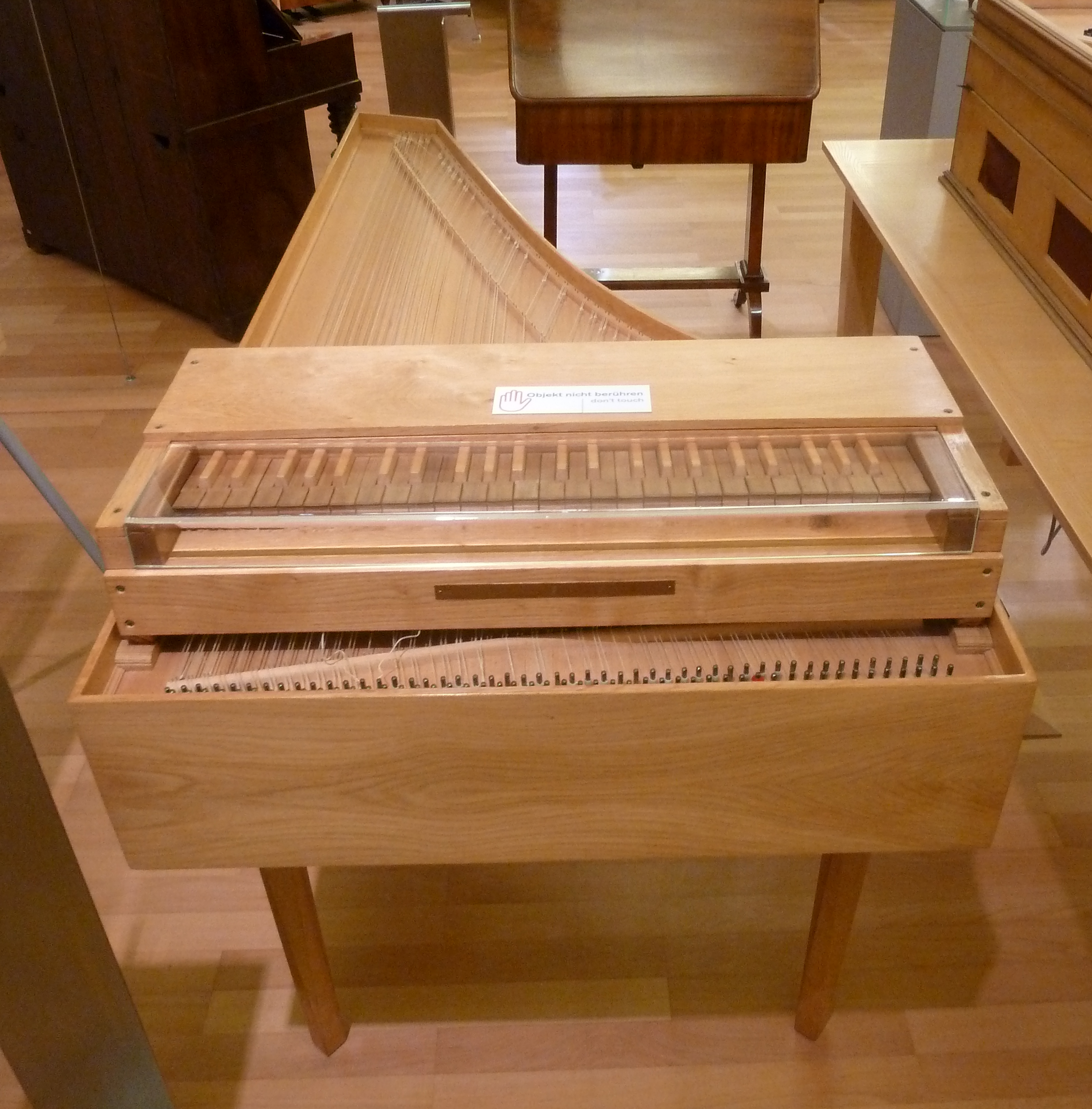
Rekonstruktion eines Pantaleons aus der 1. Hälfte des 18. Jahrhunderts von Martin-Christian Schmidt, Rostock (1992) im Technischen Museum Wien

1988 eröffnete er in Rostock als Freiberufler seine Werkstatt für historische Tasteninstrumente. Nach alter Tradition widmete er sich dabei dem Bau der Tasteninstrumente Cembalo, Clavichord und Orgel. Unterstützt wurde er dabei insbesondere durch seine zweite Frau Elfriede Gatzka († 2006) und 1991–1994 durch seinen Sohn Johann-Gottfried sowie ab 1995 von Karl Friedrich Wieneke als Orgelbauer.
In der Gründungszeit der Akademie für Alte Musik Berlin stand Schmidt den Musikern gemeinsam mit Armin Thalheim mit Rat und Tat zur Seite.
Des Weiteren initiierte Martin-Christian Schmidt den Bau des Glockenspiels (Carillon) am Französischen Dom zu Berlin und war dessen erster Spieler. 1996 fungierte er als Gründungsmitglied und erster Vorsitzender des Freundes- und Förderkreises Bach-Gedenkstätte im Schloss Köthen (Anhalt) e. V.
Letzte Forschungsprojekte galten dem Nachweis der Erbauer von Clavierinstrumenten und deren präziser Zuschreibung mittels Vergleich der Stirnkantenabdrücke der Tastenfronten. Insbesondere beim zuvor nur unsicher identifizierten Cembalo in der Sammlung von Schloss Pillnitz ist ihm ein zweifelsfreier Nachweis der Autorschaft Gottfried Silbermanns gelungen.
Von 1967 bis 1987 war Martin-Christian Schmidt mit Johanna Dorothea Gabriele Schmidt-Krause (* 1949) verheiratet. Von den vier diesem Paar geborenen Kindern wurden zwei im Beruf des Vaters aktiv; Tochter Marie Elise studierte an der HGB in Leipzig Medienkunst und erlernte nach dem Tod des Vaters den Beruf des Orgelbauers bei ihrem Bruder und arbeitet heute (Stand 2014) als Orgelbauerin, Pfeifenmacherin und freischaffende Künstlerin in Berlin.
Martin-Christian Schmidt verstarb am 30. April 2000 an den Folgen einer Pankreatitis. Seine Rostocker Werkstatt firmierte bis 2003 unter seinem Namen weiter; seitdem wird sie durch seinen Sohn als Werkstatt für Historische Tasteninstrumente Johann-Gottfried Schmidt weitergeführt.

## Werk

### Restaurierungen (Auswahl)
Kiel-Claviere
- c. 1980: Hans-Ruckers-Cembalo (Antwerpen 1594) einmanualig, mit Oktav-Virginal (damals im Kunstgewerbemuseum Schloss Köpenick)[7]
- 1983: Gottfried-Silbermann-Hammerflügel im Potsdamer Schloss Sanssouci[8][9]
- 1993/1994: Burkhardt-Tschudi-Cembalo aus Potsdam

Orgeln
- 1996: Orgel von Johann Heinrich Runge in der evangelischen Dorfkirche Gammelin[10]
- 1999: Restaurierung und Erweiterung der 1833 gebauten J.-F.-Friese-Orgel in Warsow[11]

### Nachbauten historischer Instrumente (Auswahl)
Cembali
- Hans Ruckers-Cembalo (1594), Nachbau für Akamus[12]
- 1992: Cembalo nach Michael Mietke, für Schloss(kapelle) Köthen[13][14]
- 1994: Pedalcembalo in Anlehnung an Instrumente Michael Mietkes, für Joachim Dalitz[15]
- 1995: Cembalo nach Hieronymus Albrecht Hass, Hamburg 1734, mit 16’-Register (für das 70. Bachfest der Neuen Bachgesellschaft in Rostock)
- 1998: Zweimanualiges Cembalo nach Gottfried Silbermann, Freiberg um 1740 (dessen Original befindet sich im Dresdner Kunstgewerbemuseum auf Schloss Pillnitz)[16]
- Cembali nach Johann Heinrich Gräbner, Dresden 1739 (heute auf Schloss Pillnitz, Wasserpalais) und Dresden 1774 (heute im Museum für Musikinstrumente der Universität Leipzig)
  - 1999: Für Händel-Halle in Halle[17]

Andere
- Clavichorde nach Christian Gottlob Hubert (Ansbach)
- Clavichord nach Augustin Straube, Berlin 1781 (mit durchgehendem Resonanzboden)
- Rekonstruktion eines Pantalone, angeregt durch Eva Badura-Skoda[18]

Von Martin-Christian Schmidt gefertigte Cembali wurden – neben ihrem Einsatz in Konzerten und Theateraufführungen – verschiedentlich auch für CD-Einspielungen verwendet, insbesondere durch Gerald Hambitzer und Robert Levin.

## Publikationen

### Schriften
- Historische Cembali in Dresden. In: Wolfram Steude und Hans-Günter Ottenberg (Hrsg.): Theatrum instrumentorum Dresdense – Bericht über die Tagungen zu Historischen Musikinstrumenten, Dresden, 1996, 1998 und 1999. Verlag der Musikalienhandlung Wagner, Schneverdingen 2003, ISBN 978-3-88979-102-3, S. 125–136.[20]
- Der deutsche Cembalobau und das 16’-Register – Möglichkeiten und Grenzen der Realisierung. In: Christian Ahrens und Gregor Klinke (Red.): Das deutsche Cembalo. Symposium im Rahmen der 24. Tage Alter Musik in Herne 1999. Herausgegeben von der Stadt Herne. Katzbichler, München/Salzburg 2000, ISBN 3-87397-580-7, S. 53–67.[21]
- Mitteldeutsche Tasteninstrumente: Beobachtung, Bestimmung und Zuordnung. In: Monika Lustig, Howard Weiner (Red.): Das mitteldeutsche Cembalo. Referate im Rahmen des Cembalo-Marathons „Johann Sebastian Bach und das mitteldeutsche Cembalo“, Michaelstein, 8. bis 10. Oktober 1999. Blankenburg, ISBN 978-389512124-1 (= Michaelsteiner Forschungsbeiträge, 22). / Als elektronische Ressource: CD-ROM. Michaelstein/Blankenburg 2003, ISBN 3-89512-124-X.
- Das 16’-Register im deutschen Cembalobau des 18. Jahrhunderts. Groteske oder beachtenswerte Erscheinung mit aufführungspraktischer Relevanz? In: Eszter Fontana (Hrsg.): Festschrift für Rainer Weber. Halle 1999, ISBN 3-932863-98-4, S. 63–72 (= Scripta Artium, Bd. 1. Schriftenreihe der Kunstsammlungen der Universität Leipzig).
- Wiederentdeckt: Cembali von Silbermann und Mietke? In: Concerto – das Magazin für Alte Musik Nr. 135, Juli/August 1998, S. 34–42.
- Das Pedalcembalo – ein fast vergessenes Tasteninstrument. In: Cöthener Bachhefte, 8. Beiträge des Kolloquiums zum Pedalcembalo am 18./19. September 1997. Herausgeber: Bachgedenkstätte Schloss Köthen und Historisches Museum für Mittelanhalt. Köthen 1998.[22]
- Das Hans Ruckers-Cembalo von 1594 – eine Restaurierung im Rückblick. In: Christiane Rieche (Hrsg.): Kielinstrumente aus der Werkstatt Ruckers – Zu Konzeption, Bauweise und Ravalement sowie Restaurierung und Konservierung. Bericht über die Internationale Konferenz vom 13. bis 15. September 1996 im Händel-Haus Halle. Halle an der Saale 1998, ISBN 3-910019-12-9, S. 255–266 (= Schriften des Händelhauses in Halle, Nr. 14).[23]
- Gedanken zur Nachschöpfung eines einmanualigen deutschen Cembalos. In: Eitelfriedrich Thom (Hrsg.): Kopie oder Nachbau – Probleme und Tendenzen des Musikinstrumentenbaus. Bericht über das 10. Symposium zu Fragen des Musikinstrumentenbaus, Michaelstein, 10.–11. November 1989. Institut für Aufführungspraxis, Michaelstein/Blankenburg 1992, ISBN 978-3-89512-056-5, S. 92–95 (= Studien zur Aufführungspraxis und Interpretation von Musik des 18. Jahrhunderts / Beiheft 12) (deutsch/englisch).
- Instrumentenkundliche und konservatorische Aspekte einiger Ausgewählter „Claviere“ der Zeit C. Ph. E. Bachs. In: Hans-Günter Ottenberg und Margit Thalheim (Red.): Carl Philipp Emanuel Bach – Konzepte 2. Konferenzbericht des Kolloquiums „Carl Philipp Emanuel Bach in unserer Zeit“ vom 4. bis 6. März 1984. Hrsg.: Konzerthalle „C. Ph. E. Bach“. Frankfurt (Oder) 1985.
- Ein Beitrag zum Cembalobau von Hans Ruckers aus instrumentenkundlicher und handwerklicher Sicht. In: Neue Museumskunde, Jg. 21, Heft 1/1978, S. 63.

## Diskografie
Von Martin-Christian Schmidt gebaute Instrumente werden verwendet in folgenden Aufnahmen:
- Johann Sebastian Bach: Das wohltemperierte Klavier I. Robert Levin auf Cembali nach Antonio Migliai, Florenz 1702 (BWV 846, 847, 854, 861, 864, 868, 869) und nach Gottfried Silbermann, Freiberg um 1740 (BWV 850, 855, 859, 860, 863, 866). 2 CDs. Edition Bachakademie, Hänssler, 2000.
- Johann Sebastian Bach: Das wohltemperierte Klavier II. Robert Levin auf Cembali nach Antonio Migliai, Florenz 1702 (BWV 882, 885, 892) und nach Gottfried Silbermann, Freiberg um 1740 (BWV 871, 877, 884, 887, 890, 893). 2 CDs. Edition Bachakademie, Hänssler, 2000.
- Johann Sebastian Bach: Cembalokonzerte, BWV 1052–1054. Robert Levin auf Cembalo nach Hieronymus Albrecht Hass, Hamburg 1734, Bach-Collegium Stuttgart, Helmuth Rilling. Edition Bachakademie, Hänssler, 2000.
- Johann Sebastian Bach: Cembalokonzerte, BWV 1055–1058. Robert Levin auf Cembali nach Gottfried Silbermann, Freiberg um 1740 (BWV 1055, 1056, 1058) und nach Johann Heinrich Gräbner, Dresden 1739 (BWV 1057), Bach-Collegium Stuttgart, Helmuth Rilling. CD. Edition Bachakademie, Hänssler, 2000.
- Johann Sebastian Bach: Concerti für drei und vier Cembali. Robert Levin, Mario Videla, Michael Behringer und Boris Kleiner auf Cembali nach Johann Heinrich Gräbner, Dresden 1739 und Hieronymus Albrecht Hass, Hamburg 1734 (BWV 1063–1065), Robert Levin auf Cembalo nach Gottfried Silbermann, Freiberg um 1740 (BWV 1044 und 1050a), Bach-Collegium Stuttgart, Helmuth Rilling. CD. Edition Bachakademie, Hänssler, 2000.
- Johann Sebastian Bach: Musikalisches Opfer und Kunst der Fuge. In: Zahlen – in Duderstadts Sparkasse und im Spätwerk Bachs. Hans Christoph Becker-Foss und Karl Wurm unter anderem auf Cembali von Martin-Christian Schmidt nach Johann Heinrich Gräbner, Dresden 1739 und von Rainer Schütze, 1980 nach italienischem Vorbild sowie an der Ahrend-Orgel zu St. Servatius in Duderstadt, Dorothee Kunst (Flauto traverso), Annegret Siedel (Barockvioline), Daniela Wartenberger (Barockvioloncello). CD. Ambiente, 2008.[24]
- Johann Sebastian Bach: Trio A-Dur BWV 1025 und Fuga g-moll BWV 1026. Werner Ehrhardt, Violine nach Jacobus Stainer, Absam um 1680 und Gerald Hambitzer, Cembalo nach Gottfried Silbermann, Freiberg um 1740. (1999) In: Bach 2000. Vol. 11, CD 9. Teldec, 2000 (Welt-Ersteinspielung).
- Johann Sebastian Bach: Brandenburgische Konzerte I. La Stravaganza Hamburg, Siegbert Rampe am Cembalo nach Michael Mietke, Berlin um 1710. (1992). CD. Intercord, 1993.
- Bach und Silbermann. Werke von Johann Sebastian Bach, Wilhelm Friedemann Bach und Carl Philipp Emanuel Bach. Gerald Hambitzer auf Cembalo nach Gottfried Silbermann, Freiberg um 1740. CD. Christophorus, 2005.[25]
- Johann Ludwig Krebs: Sämtliche Orgelwerke – Vol. 5. Felix Friedrich auf der Silbermann-Orgel in Frankenstein und Irmtraut Friedrich auf Cembalo nach Gottfried Silbermann, Freiberg um 1740 (Concerto à II Cembali obligati a-Moll). CD. Querstand, 2001.